# Liste der Einträge im National Register of Historic Places im Madison County (Alabama)
Die Liste der Registered Historic Places im Madison County führt alle Bauwerke und historischen Stätten im Madison County in Alabama auf, die in das National Register of Historic Places aufgenommen wurden.

## Aktuelle Einträge
| Lfd. Nr. | Name                                                             | Bild | Datum der Eintragung | Adresse/Lage | Ort           | ID-Nr.   | Beschreibung                                              |
| -------- | ---------------------------------------------------------------- | ---- | -------------------- | --- | ------------- | -------- | --------------------------------------------------------- |
| 1        | Alabama Agricultural and Mechanical University Historic District |      | 31. Dez. 2001        | Chase Rd. | Normal        | 01001407 |                                                           |
| 2        | Beckers Block                                                    |      | 22. Sep. 1980        | 105-111 N. Jefferson St.                                                                                              | Huntsville    | 80000703 |                                                           |
| 3        | Big Spring                                                       |      | 22. Sep. 1980        | W. Side Sq. | Huntsville    | 80000704 |                                                           |
| 4        | Building at 105 N. Washington Street                             |      | 23. Mai 1984         | 105 S. Washington St.                                                                                                 | Huntsville    | 84000653 |                                                           |
| 5        | Building at 305 Jefferson                                        |      | 15. Nov. 2003        | 305 Jefferson St. | Huntsville    | 03001134 |                                                           |
| 6        | Buildings at 104-128 S. Side Sq.                                 |      | 22. Sep. 1980        | 104--128 S. Side Sq.                                                                                                  | Huntsville    | 80004472 |                                                           |
| 7        | Butlers' Store                                                   |      | 31. Aug. 1992        | 5498 Main Dr. | New Hope      | 92001089 |                                                           |
| 8        | Church of the Visitation                                         |      | 22. Sep. 1980        | 222 N. Jefferson St.                                                                                                  | Huntsville    | 80000705 |                                                           |
| 9        | Clemens House                                                    |      | 16. Okt. 1974        | Clinton Ave. at Church St.                                                                                            | Huntsville    | 74000419 |                                                           |
| 10       | Dallas Mill                                                      |      | 18. Sep. 1978        | 701 Dallas Ave. | Huntsville    | 78000496 |                                                           |
| 11       | David C. Humphreys House                                         |      | 3. Aug. 1977         | 510 Clinton Ave., W.                                                                                                  | Huntsville    | 77000211 |                                                           |
| 12       | Domestic Science Building                                        |      | 11. Apr. 1973        | Alabama Agricultural and Mechanical University campus                                                                 | Normal        | 73000358 |                                                           |
| 13       | Donegan Block                                                    |      | 22. Sep. 1980        | 105-109 N. Side Sq.                                                                                                   | Huntsville    | 80000706 |                                                           |
| 14       | Downtown Chevron Station                                         |      | 22. Sep. 1980        | 300 E. Clinton Ave.                                                                                                   | Huntsville    | 80000707 |                                                           |
| 15       | Dunnavant's Building                                             |      | 22. Sep. 1980        | 100 N. Washington St.                                                                                                 | Huntsville    | 80000708 |                                                           |
| 16       | Episcopal Church of the Nativity                                 |      | 9. Okt. 1974         | 212 Eustis St. | Huntsville    | 74000420 | Hat außerdem den Status eines National Historic Landmarks |
| 17       | Everett Building                                                 |      | 22. Sep. 1980        | 115-123 N. Washington St.                                                                                             | Huntsville    | 80000709 |                                                           |
| 18       | First National Bank                                              |      | 25. Okt. 1974        | West Side Sq. | Huntsville    | 74000421 |                                                           |
| 19       | Flint River Place                                                |      | 18. Jan. 1982        | 1997 Jordan Rd. | Huntsville    | 82002050 |                                                           |
| 20       | Fowler's Department Store                                        |      | 30. Mai 1996         | 116 Washington and 214 Holmes Sts.                                                                                    | Huntsville    | 96000597 |                                                           |
| 21       | George Jude House                                                |      | 24. Feb. 2000        | 2132 Winchester Rd.                                                                                                   | Huntsville    | 00000139 |                                                           |
| 22       | Gurley Historic District                                         |      | 2. Juni 2004         | Section Line St., Railroad St., Maple Blvd. and Church St. bet. Gurley Pike and Jackson St.                           | Gurley        | 04000562 |                                                           |
| 23       | Halsey Grocery Warehouse                                         |      | 22. Sep. 1980        | 301 N. Jefferson St.                                                                                                  | Huntsville    | 80000710 |                                                           |
| 24       | Henderson National Bank                                          |      | 22. Sep. 1980        | 118 S. Jefferson St.                                                                                                  | Huntsville    | 80000712 |                                                           |
| 25       | Hotel Russel Erskine                                             |      | 22. Sep. 1980        | 123 W. Clinton Ave.                                                                                                   | Huntsville    | 80000713 |                                                           |
| 26       | Hundley House                                                    |      | 22. Mai 1978         | 401 Madison St. | Huntsville    | 78000497 |                                                           |
| 27       | Hundley Rental Houses                                            |      | 22. Sep. 1980        | 108 Gates St. and 400 Franklin St.                                                                                    | Huntsville    | 80000714 |                                                           |
| 28       | James H. Bibb House                                              |      | 12. Apr. 1984        | 11 Allen St. | Madison       | 84000651 |                                                           |
| 29       | John Robinson House                                              |      | 6. Okt. 1977         | 2709 Meridian St. N                                                                                                   | Huntsville    | 77000212 |                                                           |
| 30       | Kelly Brothers and Rowe Building                                 |      | 22. Sep. 1980        | 307 N. Jefferson St.                                                                                                  | Huntsville    | 80000716 |                                                           |
| 31       | Kildare-McCormick House                                          |      | 15. Juli 1982        | 2005 Kildare St. | Huntsville    | 82002051 |                                                           |
| 32       | Kress Building                                                   |      | 22. Sep. 1980        | 107 S. Washington St.                                                                                                 | Huntsville    | 80000717 |                                                           |
| 33       | Leech-Hauer House                                                |      | 8. Dez. 1978         | 502 Governors Dr. | Huntsville    | 78000498 |                                                           |
| 34       | Lewter Hardware                                                  |      | 26. Juni 1979        | 222--224 N. Washington St.                                                                                            | Huntsville    | 79003803 |                                                           |
| 35       | Lincoln Mill and Mill Village Historic District                  |      | 26. Apr. 2010        | Bounded by Meridian St., Oakwood Ave., Front St., Mountain View Dr., Davidson St., Cottage St, and King Ave.          | Huntsville    | 10000200 |                                                           |
| 36       | Lincoln School                                                   |      | 27. Dez. 1982        | 1110 N. Meridian St.                                                                                                  | Huntsville    | 82001608 |                                                           |
| 37       | Lombardo Building                                                |      | 22. Sep. 1980        | 315 N. Jefferson St.                                                                                                  | Huntsville    | 80000718 |                                                           |
| 38       | Lowry House                                                      |      | 29. Okt. 2001        | 1205 Kildare Ave. | Huntsville    | 01001165 |                                                           |
| 39       | Madison Station Historic District                                |      | 29. März 2006        | Roughly bounded by Wall Triana Hwy., Mill Rd., Church St., Maple St., Martin St., and Bradley St.                     | Madison       | 06000185 |                                                           |
| 40       | Mason Building                                                   |      | 22. Sep. 1980        | 115 E. Clinton Ave.                                                                                                   | Huntsville    | 80000719 |                                                           |
| 41       | May and Cooney Dry Goods Company                                 |      | 22. Sep. 1980        | 205 E. Side Sq. | Huntsville    | 80000720 |                                                           |
| 42       | McCartney-Bone House                                             |      | 16. Dez. 1977        | 3 mi. NE of Maysville on Hurricane Rd.                                                                                | Maysville     | 77000213 |                                                           |
| 43       | McCrary House                                                    |      | 1. Juni 1982         | NE of Huntsville | Huntsville    | 82002052 |                                                           |
| 44       | Merrimack Mill Village Historic District                         |      | 16. Apr. 2010        | Alpine St., Triana Blvd., Dunn Dr., Cobb Rd., Drake Ave., & Grote St.                                                 | Huntsville    | 10000172 |                                                           |
| 45       | Milligan Block                                                   |      | 22. Sep. 1980        | 201-203 E. Side Sq.                                                                                                   | Huntsville    | 80000721 |                                                           |
| 46       | Monte Sano Railroad Workers' House                               |      | 14. Aug. 1998        | 4119 Shelby Ave. | Huntsville    | 98001019 |                                                           |
| 47       | Mrs. William Robinson House                                      |      | 4. Feb. 1982         | 401 Quietdale Dr. NE                                                                                                  | Huntsville    | 82002054 |                                                           |
| 48       | Neutral Buoyancy Space Simulator                                 |      | 3. Okt. 1985         | George C. Marshall Space Flight Center                                                                                | Huntsville    | 85002807 | Hat außerdem den Status eines National Historic Landmarks |
| 49       | New Market Historic District                                     |      | 31. März 2004        | Roughly bounded by Mountain Fork, College St., Davis St., Winchester Rd. to Cochran St., pts. Cochran St. & Cedar St. | New Market    | 04000237 |                                                           |
| 50       | New Market Presbyterian Church                                   |      | 25. Aug. 1988        | 1723 New Market Rd.                                                                                                   | New Market    | 88001348 |                                                           |
| 51       | New Market United Methodist Church                               |      | 14. Juni 1990        | 310 Hurricane Rd. | New Market    | 90000919 |                                                           |
| 52       | Newman Building                                                  |      | 26. Juni 1979        | 107--109 E. Holmes Ave. and 201 N. Washington St.                                                                     | Huntsville    | 79003801 |                                                           |
| 53       | Old Stegall Hotel                                                |      | 26. Juni 1979        | 101-111 N. Washington St. and 117 E. Clinton Ave.                                                                     | Huntsville    | 79003802 |                                                           |
| 54       | Old Town Historic District                                       |      | 18. Juli 1978        | Roughly bounded by Dement and Lincoln Sts., and Randolph and Walker Aves.                                             | Huntsville    | 78000499 |                                                           |
| 55       | Phelps-Jones House                                               |      | 19. Feb. 1982        | 6112 Pulaski Pike | Huntsville    | 82002053 |                                                           |
| 56       | Propulsion and Structural Test Facility                          |      | 3. Okt. 1985         | George C. Marshall Space Flight Center                                                                                | Huntsville    | 85002804 | Hat außerdem den Status eines National Historic Landmarks |
| 57       | Rand Building                                                    |      | 22. Sep. 1980        | 113 N. Side Sq. | Huntsville    | 80000722 |                                                           |
| 58       | Randolph Street Church of Christ                                 |      | 22. Sep. 1980        | 210 Randolph Ave. | Huntsville    | 80000723 |                                                           |
| 59       | Redstone Test Stand                                              |      | 13. Mai 1976         | George C. Marshall Space Flight Center                                                                                | Huntsville    | 76000341 | Hat außerdem den Status eines National Historic Landmarks |
| 60       | Saturn V Dynamic Test Stand                                      |      | 3. Okt. 1985         | George C. Marshall Space Flight Center                                                                                | Huntsville    | 85002806 | Hat außerdem den Status eines National Historic Landmarks |
| 61       | Saturn V Space Vehicle                                           |      | 22. Nov. 1978        | Tranquility Base | Huntsville    | 78000500 | Hat außerdem den Status eines National Historic Landmarks |
| 62       | Schiffman Building                                               |      | 22. Sep. 1980        | 231 E. Side Sq. | Huntsville    | 80000724 |                                                           |
| 63       | Southern Railway System Depot                                    |      | 10. Sep. 1971        | 330 Church St. | Huntsville    | 71000101 |                                                           |
| 64       | Steele-Fowler House                                              |      | 20. Juni 1974        | 808 Maysville Rd. | Huntsville    | 74000422 |                                                           |
| 65       | Steger House                                                     |      | 1. Juni 1982         | 3141 Maysville Rd. | Huntsville    | 82002055 |                                                           |
| 66       | Struve Brothers Block                                            |      | 26. Juni 1979        | 101--105 S. Washington St.                                                                                            | Huntsville    | 79003799 |                                                           |
| 67       | Struve Brothers Building                                         |      | 26. Juni 1979        | 103--105 E. Holmes Ave.                                                                                               | Huntsville    | 79003800 |                                                           |
| 68       | Struve-Hay Building                                              |      | 22. Sep. 1980        | 117-123 N. Jefferson St.                                                                                              | Huntsville    | 80000725 |                                                           |
| 69       | Terry Hutchens Building                                          |      | 22. Sep. 1980        | 102 W. Clinton Ave.                                                                                                   | Huntsville    | 80000715 |                                                           |
| 70       | Times Building                                                   |      | 22. Sep. 1980        | 228 E. Holmes Ave. | Huntsville    | 80000726 |                                                           |
| 71       | Twickenham Historic District                                     |      | 4. Jan. 1973         | Roughly bounded by Clinton Ave., California St., Newman Ave. and S. Green St., and Franklin St.                       | Huntsville    | 73000357 |                                                           |
| 72       | U.S. Courthouse and Post Office                                  |      | 24. Feb. 1981        | 101 E. Holmes Ave. | Huntsville    | 81000129 |                                                           |
| 73       | Urguhart House                                                   |      | 13. Feb. 1992        | 8042 Pulaski Pike | Huntsville    | 92000034 |                                                           |
| 74       | Vaught House                                                     |      | 15. Dez. 1981        | 701 Ward Ave. | Huntsville    | 81000130 |                                                           |
| 75       | W. L. Halsey Warehouse                                           |      | 22. Sep. 1980        | 300 N. Jefferson St.                                                                                                  | Huntsville    | 80000711 |                                                           |
| 76       | W. T. Hutchens Building                                          |      | 28. Dez. 1983        | 100-104 S. Jefferson St.                                                                                              | Huntsville    | 83004374 |                                                           |
| 77       | Warden's Residence                                               |      | 17. Mai 2010         | 151 Stone St | Triana        | 10000258 |                                                           |
| 78       | White-Turner-Sanford House                                       |      | 12. Apr. 1984        | 601 Madison St. | Huntsville    | 84000655 |                                                           |
| 79       | Whitman-Cobb House                                               |      | 18. Jan. 1982        | Winchester Rd. | New Market    | 82002057 |                                                           |
| 80       | William Burritt Mansion                                          |      | 29. Mai 1992         | 3101 Burritt Dr., SE.                                                                                                 | Huntsville    | 92000627 |                                                           |
| 81       | William Lanford House                                            |      | 20. Mai 1994         | 7400 Old Madison Pike                                                                                                 | Huntsville    | 94000499 |                                                           |
| 82       | William Madison Otey House                                       |      | 19. Jan. 1982        | S of Meridianville | Meridianville | 82002056 |                                                           |
| 83       | Withers-Chapman House                                            |      | 8. Dez. 1978         | 2409 Gaboury Lane, NE                                                                                                 | Huntsville    | 78000501 |                                                           |
| 84       | Yarbrough Hotel                                                  |      | 22. Sep. 1980        | 127-129 N. Washington St.                                                                                             | Huntsville    | 80000727 |                                                           |